# Salzkammergut

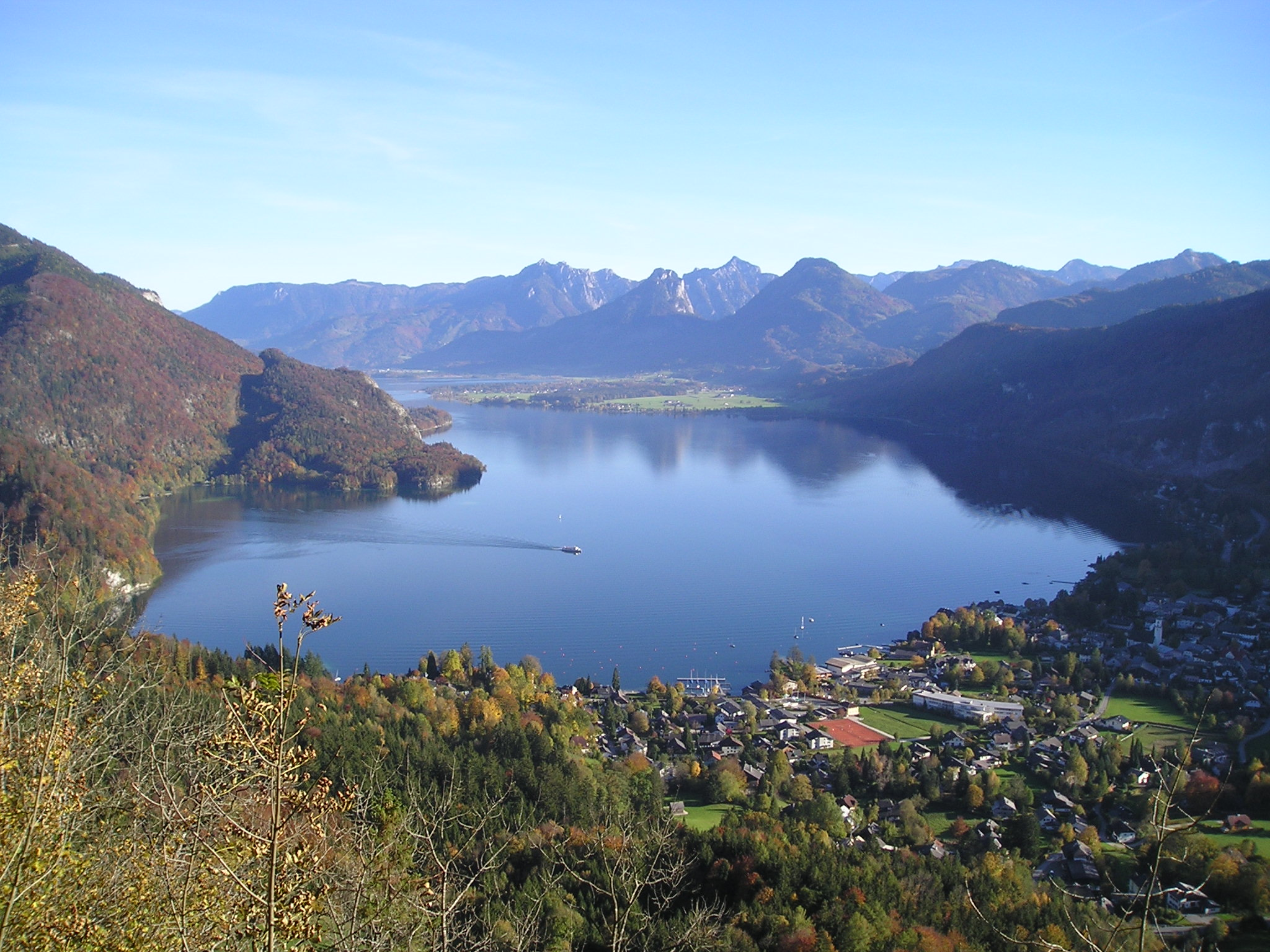
Il Wolfgangsee con Sankt Gilgen in primo piano

Salzkammergut è un'area dell'Austria situata a cavallo degli stati dell'Alta Austria, che ne comprende la parte principale, del Salisburghese e della Stiria.

## Geografia

### Posizione
Il Salzkammergut si estende ad est della città di Salisburgo e fino all'Almtal. A nord l'area è delimitata dalla linea costituita dai laghi Irrsee-Attersee-Traunsee, mentre a sud si estende fino al Dachstein e all'Ausseerland (Stiria).

### Caratteristiche
Nel Salzkammergut si trovano a settentrione aree pianeggianti prealpine, dirigendosi verso sud si incontrano montagne di altezza moderata e poi ambienti di alta montagna compresi nelle Alpi calcaree settentrionali.

### Aree comprese
L'area del Salzkammergut si estende su 3 stati federati: conta il 72% del suo territorio nell'Alta Austria (distretti di Gmunden e Vöcklabruck), il 16% nella Stiria (distretto di Liezen e subdistretto di Bad Aussee) ed il 12% nel Salisburghese (distretto di Salzburg-Umgebung).

## Storia
Il nome Salzkammergut deriva dal termine tedesco Salz, sale, infatti già all'epoca dei celti l'area era nota per le miniere di sale. Fino al XIX secolo il Salzkammergut era sottoposto al controllo diretto della Hofkammer, l'"ufficio del sale" della corte di Vienna che amministrava il monopolio del sale.
Nel 1997 l'area è entrata a far parte del Patrimonio dell'Umanità dell'UNESCO.
Del paese di Sankt Gilgen era originaria Anna Maria Pertl, madre del grande Wolfgang Amadeus Mozart; ad Unterach sull'Attersee passava le vacanze estive Gustav Klimt, che ne immortalò i paesaggi soprattutto dal lago; a Bad Ischl il compositore Johannes Brahms passò molte estati dei suoi ultimi anni di vita.
Lo scrittore Thomas Bernhard, nel suo libro “Il nipote di WIttgenstein. Un’amicizia”, descrive il Salzkammergut come una regione freddissima e inospitale.
Restando nell'ambito musicale si può citare la famosa operetta Al cavallino bianco ("Im weißen Rößl"), nella quale si parla esplicitamente della zona ed ispirata dall'omonimo hotel in St. Wolfgang.